# Иравадийска речна акула
Иравадийската речна акула (Glyphis siamensis) е вид хрущялна риба от семейство Сиви акули (Carcharhinidae). Видът е критично застрашен от изчезване.

## Разпространение
Разпространен е в Мианмар.

## Хранене
Храни се с риба и малки гръбначни животни.